# Species plantarum
Species plantarum, publié pour la première fois le 1er mai 1753, est un ouvrage en deux volumes de Carl von Linné. Sa réalisation marque le véritable point de départ de la mise en œuvre de la nomenclature botanique binominale telle qu'elle est toujours en vigueur aujourd'hui.

## Description
L'ouvrage qui est une révision de sa nomenclature botanique de son ouvrage Systema naturæ publié en 1735, est historiquement remarquable pour les aspects suivants :
- il contient la description de toutes les plantes connues à l'époque,
- il permet de facilement les identifier, grâce à un rangement de chaque genre dans une classe et un ordre établis sur des faits d'observation simples (bien qu'en fait artificiels quant à la parenté réelle) basés sur le nombre d'étamines et de carpelles. En comptant ceux-ci, même sans connaissance botanique, chacun peut accéder à la liste des genres auxquels une plante peut appartenir,
- il attribue à chaque espèce un nom en deux parties, le nom binominal, permettant ainsi de pouvoir aborder séparément la nomenclature (comment nommer une espèce) de la taxinomie (comment la classer).

Au travers des nombreuses éditions qui ont suivi celle de 1753, même bien après la mort de son auteur, le contenu de Species plantarum s'est constamment enrichi, constituant ainsi vraisemblablement la plus importante publication existante en biologie.